# Arçman
Arçman est un village situé dans le district de Baherden, province d’Ahal, au Turkménistan. 
Le village est célèbre pour ses sources hydrothermales situées à environ 11 km du centre du village.